# Stargate (equipo de producción)
Stargate es un reconocido dúo noruego de producción y composición musical, conformado por Tor Erik Hermansen y Mikkel S. Eriksen. Durante su trayectoria de más de una década, el dúo ha respaldado numerosas canciones para una variada gama de artistas. No obstante, sus trabajos de mayor éxito han sido los que ha realizado con los artistas estadounidenses Ne-Yo y Beyoncé, y con la artista barbadense Rihanna, con quien han trabajado constantemente desde su surgimiento en la industria de la música.

## Carrera
Stargate empezó en la industria de la producción musical norteamericana en 2006 con el lanzamiento del single So Sick. Esa canción fue producida y coescrita por el equipo, cantada por rapero Ne-Yo, y terminó entrando en la lista de los 100 sencillos más vendidos. También produjeron y coescribieron con la cantante Beyoncé "Knowles", su éxito internacional Irreplaceable, que estuvo en la lista de los 100 sencillos más vendidos por 10 semanas consecutivas, siendo la canción más exitosa del 2007 y dando a Stargate su sencillo más exitoso hasta la fecha.
Stargate fue #1 en el Hot Producers de la lista de a fines del año 2006 del Billboard. El dúo también recibió un Grammy Noruego en el 2007. Como compositores, Mikkel S. Eriksen y Tor Erik Hermansen, recibieron tres Premios Carre ASCAP Pop Music 2007 en Los Ángeles, por las canciones "So Sick" y "Sexy Love" de Ne-Yo, y "Unfaithful" de Rihanna.
En el 2007, "Beautiful Liar", de Beyoncé y Shakira, se convirtió en otro éxito del equipo de producción. Fue una de las pocas canciones que ha conseguido debutar en primera posición en el Hot Digital Tracks y en el Hot Digital Songs, alcanzando el número #3 en el Billboard Hot 100. La canción ingresó al Top 10 de treinta países, alcanzando el número #1 en al menos trece territorios, incluyendo el Reino Unido, Francia, Italia y Alemania.
El equipo ha trabajado con varios artistas americanos y ha recibido importantes premios de la industria incluyendo el de Compositor del Año en el 2007 premios ASCAP/PRS y en el 2009 ASCAP Compositores Pop del Año. Alcanzó el número 1 en la lista de Productores del Año del 2006 y 2008. Creadores de éxitos del año en la revista Rolling Stone del 2008.
Recientemente en el año 2013, Stargate destacó arduamente por componer y producir el éxito internacional «Come & Get It» de la cantante Selena Gomez, incluida en su primer álbum de estudio como solista Stars Dance.

## Discografía

### 2005
- Rihanna — Music of the Sun — "Let Me"

### 2006
- Ne-Yo — In My Own Words — "So Sick"
- Ne-Yo — In My Own Words — "Sexy Love"
- Ne-Yo — In My Own Words — "Let Go"
- Ne-Yo — In My Own Words — "Time"
- Rihanna — A Girl Like Me — "Unfaithful"
- Rihanna — A Girl Like Me — "We Ride"
- Beyoncé — B'Day — "Irreplaceable"

### 2007
- Beyoncé — B'Day: Deluxe Edition — "Beautiful Liar" con Shakira
- Beyoncé — B'Day: Deluxe Edition — "If"
- Ne-Yo — Because of You — "Because of You"
- Ne-Yo — Because of You — "Go on Girl"
- Rihanna — Good Girl Gone Bad — "Don't Stop the Music"
- Rihanna — Good Girl Gone Bad — "Hate That I Love You" con Ne-Yo
- Rihanna — Good Girl Gone Bad — "Good Girl Gone Bad"
- Rihanna — Good Girl Gone Bad — "Cry"

### 2008
- Rihanna — Good Girl Gone Bad: Reloaded — "Take a Bow"
- Ne-Yo — Year of the Gentleman — "Closer"
- Ne-Yo — Year of the Gentleman — "Mad"
- Ne-Yo — Year of the Gentleman — "Miss Independent"
- Ne-Yo — Year of the Gentleman — "Back to What You Know"
- Beyoncé — I Am... Sasha Fierce — "Broken-Hearted Girl"
- Beyoncé — I Am... Sasha Fierce — "Ave María"

### 2009
- Rihanna — Rated R — "Wait Your Turn"
- Rihanna — Rated R — "Stupid in Love"
- Rihanna — Rated R — "Rude Boy"
- Rihanna — Rated R — "Te Amo"

### 2010
- Sugababes — Sweet 7 — "Thank You for the Heartbreak"
- Sugababes — Sweet 7 — "No More You"
- Sugababes — Sweet 7 — "Sweet & Amazing (Make It the Best)"
- Sugababes — Sweet 7 — "Little Miss Perfect"
- Monica — Still Standing — "Believing in Me"
- Katy Perry — Teenage Dream — "Firework"
- Katy Perry — Teenage Dream — "Peacock"
- Rihanna — Loud — "S&M"
- Rihanna — Loud — "What's My Name?" con Drake
- Rihanna — Loud — "Only Girl (In the World)"
- Ne-Yo — Libra Scale — "Beautiful Monster"
- JLS — Outta This World — "Outta This World"
- JLS — Outta This World — "Work"
- JLS — Outta This World — "Love at War"
- Keri Hilson — No Boys Allowed — "Lose Control/Let Me Down" con Nelly

### 2011
- Britney Spears  — Femme Fatale — "Selfish"[1]

- Depeche Mode  — Remixes 2: 81-11  — Personal Jesus (The Stargate Mix)
- Rihanna — Talk That Talk – «Talk That Talk» con Jay Z
- Rihanna  — Talk That Talk — «Drunk On Love»
- Rihanna — Talk That Talk — «Roc Me Out»

### 2012
- Marina & The Diamonds — Electra Heart  — «Radioactive»
- Train — California 37 — «Mermaid»
- Rihanna — Unapologetic — «Diamonds» —
- Rihanna — Unapologetic — «Jump»
- Rihanna — Unapologetic — «Right Now» con David Guetta –
- Rihanna — Unapologetic — «Lost in Paradise»
- Rihanna — Unapologetic – «Half of Me»
- Ne-Yo — R.E.D. — "Let Me Love You (Until You Learn To Love Yourself) "
- Ne-Yo — R.E.D. — "Miss Right"
- Ne-Yo — R.E.D. — "Be the One"
- Ne-Yo — R.E.D. — "Forever Now"
- Ne-Yo — R.E.D. — "Burning Up"
- Rita Ora – Ora – «R.I.P.» con Tinie Tempah
- Rita Ora — Ora — «Love And War»
- Rita Ora — Ora — «Young, Single & Sexy»

### 2013
- Selena Gomez — Stars Dance — «Come & Get It»
- Icona Pop — This Is... — «Girlfriend»
- Icona Pop — This Is... — «Hold On»
- Jessie J – Alive — «Thunder»
- Jessie J — Alive — «Breathe»

- Ylvis — «The Fox»
- Katy Perry — Prism – «This Moment»
- Katy Perry — Prism — «It Takes Two»
- Pitbull — Meltdown — «That Hight» con Kelly Rowland
- Lea Michele — Louder — «Cannonball»

### 2014
- Ayushita - «Stop»
- Iggy Azalea - The New Classic - «Black Widow» (feat.Rita Ora)
- Charli XCX - Sucker - «Break the Rules»
- Michael Jackson - «A Place With No Name»

### 2015
- Fifth Harmony - Reflection - «Worth It» (feat.Kid Ink)
- Selena Gomez - Revival - «Same Old Love»

### 2016
- Shakira - Zootopia - «Try Everything»
- Coldplay - A Head Full of Dreams - «Army Of One»

### 2017
- Sam Smith -  Too Good At Goodbyes

- Sabrina Carpenter - Almost Love